# Domus Augusta
Domus Augusta of Domus Divina is de benaming die werd gegeven aan een dynastie in de Romeinse keizertijd, dat haar ontstaan vond in de Julisch-Claudische dynastie.
Het woord domus werd, bij de Romeinen, niet enkel gebruikt voor de woning, maar ook voor personen verbonden door verwantschap, of strikter genomen bloedverwantschap. Het is, tenminste, dat wat schijnt voort te komen uit de betekenis gegeven aan dit woord onder de Julisch-Claudische dynastie, toen de keizerlijke familie begon te worden aangeduid als Domus Augusta, of Domus Divina. Deze benamingen komen voor het eerst voor in inscripties uit de tijd van Tiberius; ze worden gemeengoed in de tweede helft van de 2e eeuw n.Chr. Veel inscripties bevatten aldus een invocatie pro salute, of in honorem, of numini Domus Augustae of Divinae.
De leden van de keizerlijke familie genieten van een deel van de eerbewijzen en privileges die aan de princeps zelf werden toegekend.
Het private fortuin van de princeps wordt somtijds, ten tijde van het principaat, met de naam domus divina of domus nostra aangeduid.

## Referentie
- E. Saglio, art. Domus Divina/Domus Augusta, in C. Daremberg - E. Saglio (edd.), Le Dictionnaire des Antiquités Grecques et Romaines, II.1, Parijs, 1892, p. 362.[dode link] (wat verouderd artikel, maar nog steeds bruikbaar)

## Verder lezen
- M. Corbier, La maison des Césars, in P. Bonte (ed.), Épouser au plus proche. Inceste, prohibitions et stratégies matrimoniales autour de la Méditerranée, Parijs, 1994, pp. 243-291.
- F. Millar, Ovid and the Domus Augusta: Rome Seen from Tomoi, in JRS 83 (1993), pp. 1-17.
- R.P. Saller, Familia, Domus, and the Roman Conception of the Family, in Phoenix 38 (1984), pp. 336-355.